# Lepanthes stenosepala
Lepanthes stenosepala es una especie de orquídea epífita originaria de Centroamérica. Es una especie híbrida formada por Lepanthes enca-barcenae × Lepanthes tactiquensis

## Descripción
Es una orquídea de pequeño tamaño con hábitos de epifita. Esta especie es un híbrido natural entre Lepanthes enca-barcenae y Lepanthes tactiquensis y es intermedio en hábito y flores entre los dos.

## Distribución
Se encuentra en Guatemala, El Salvador y Honduras en elevaciones alrededor de 1600-1800 metros.   

## Taxonomía
Lepanthes stenosepala fue descrita por Luer & Béhar y publicado en Lindleyana 12(1): 36–39, f. 3. 1997.
Etimología
Ver: Lepanthes
stenosepala: epíteto latíno que significa "con sépalos estrechos".
Sinonimia
- Lepanthes × castillo-montii Archila, Revista Guatemal. 1(1): 23 (1998).[1]